# Brian Wilsterman
Brian Wilsterman (Paramaribo, 19 november 1966) is een Surinaams-Nederlands voormalig profvoetballer die als verdediger speelde.
Wilsterman begon zijn loopbaan bij N.E.C. en speelde lang voor Dordrecht '90. Na een half jaar in de Belgische Tweede klasse bij Beerschot VAC speelde hij in Engeland voor Oxford United en Rotherham United. Hij stopte in 2003 met voetballen.
Wilsterman ontsnapte in 1989 aan de SLM-ramp omdat hij met Go Ahead Eagles in de nacompetitie moest spelen.